# 周渤
周渤（？—？），字士贞，湖南长沙人。中华民国政治人物。

## 生平
光绪二十四年，登进士，同年五月，改翰林院庶吉士。光緒二十九年四月，散館，授翰林院編修。后任山西潞安府知府、太原府知府。北洋政府时期，担任山西民政长，后辞职；曾任安福国会众议院议员。